# John Shuster
John Shuster (* 3. November 1982 in Chisholm, Minnesota) ist ein US-amerikanischer Curler und Olympiasieger. Momentan spielt er auf der Position des Skip beim Duluth Curling Club, in Duluth.
Er begann seine internationale Karriere bei der Weltmeisterschaft 2003 als Lead im Team von Pete Fenson; die amerikanische Mannschaft wurde Achter. Es folgten weitere Weltmeisterschaftsteilnahmen 2005, 2006 und erstmals als Skip 2009. Sechs Jahre später war er wieder bei der Weltmeisterschaft 2015 als Skip dabei und wurde Fünfter. Bei der Weltmeisterschaft 2016 konnte er mit dem amerikanischen Team in das Halbfinale einziehen, verlor dort aber gegen Dänemark (Skip: Rasmus Stjerne). Im Spiel um Platz 3 besiegte sein Team die Japaner um Yūsuke Morozumi und gewann die Bronzemedaille. Bei der Weltmeisterschaft 2017 zog er erneut in das Spiel um Platz 3 ein, verlor aber gegen das Schweizer Team von Peter de Cruz. 
Bei den Olympischen Winterspielen in Turin 2006 spielte Shuster als Lead des amerikanischen Teams um Skip Pete Fenson. Er gewann die Bronzemedaille nach einem Sieg im Spiel um Platz 3 gegen das Team Großbritannien mit Skip David Murdoch. 
Shuster gewann am 28. Februar 2009 die US-amerikanischen Olympic Curling Trails mit seinem Team Third Jason Smith, Second Jeff Isaacson, Lead John Benton, Alternate Chris Plys und spielte mit diesem Team bei den XXI. Olympischen Winterspielen im Curling. Insbesondere Shuster konnte seine Fähigkeiten im gesamten Turnierverlauf nicht abrufen, was zu einem Austausch durch Chris Plys im sechsten Draw führte. Die Mannschaft belegte mit nur zwei Siegen und sieben Niederlagen den letzten Platz.
2014 nahm er zum dritten Mal an den Olympischen Winterspielen in Sotschi teil. Mit der von ihm geführten amerikanischen Mannschaft (Third: Jeff Isaacson, Second: Jared Zezel, Lead: John Landsteiner, Alternate: Craig Brown) kam er auf den neunten Platz.
Shuster gewann im November 2017 mit seinem Team die amerikanischen Olympic Team Trials und nahm mit Tyler George (Third), Matt Hamilton (Second) und John Landsteiner (Lead) für die USA an den Olympischen Winterspielen 2018 in Pyeongchang teil. Nach fünf Siegen und vier Niederlagen in der Round Robin zogen die Amerikaner in die Finalrunde ein. Im Halbfinale besiegten sie Kanada mit Skip Kevin Koe. Im Finale schlugen sie Schweden mit Skip Niklas Edin mit 10:7 und gewannen die Goldmedaille.
Shuster hat die US-amerikanische Meisterschaft sechsmal gewonnen (2003, 2005, 2006, 2009, 2015 und 2017).

## Privatleben
Shuster ist verheiratet und hat zwei Kinder.